# Puerto Rico United
El Puerto Rico United es un club profesional de fútbol con sede en Aguada, Puerto Rico. Fundado en 2007, El equipo compite en la Liga Nacional de Fútbol de Puerto Rico.
El equipo actualmente juega sus partidos como local en el Aguada Stadium. Los colores del equipo son azul, blanco y rojo. Su actual director técnico es el brasilero Raimundo Gatinho.

## Estadio
- Aguada Stadium; Aguada, Puerto Rico (2011-presente)
- Roberto Clemente Stadium; Carolina, Puerto Rico (2011) 2 partidos

## Plantilla

### Dirigentes
- Raúl Blanco - Presidente
- Antonio Jardon - Vice-Presidente
- Raimundo Gatinho - Director Técnico
- Edgardo Gallardo - Tesorero
- Nelson Santalices - Secretario